# Acrotona troglodytes
Acrotona troglodytes är en skalbaggsart som först beskrevs av Victor Ivanovitsch Motschulsky 1858.  Acrotona troglodytes ingår i släktet Acrotona, och familjen kortvingar. Arten är reproducerande i Sverige.